# Henry B. Richardson
Henry B. Richardson (n. 19 mai 1889, Boston, Massachusetts, SUA – d. 19 noiembrie 1963, New York City, New York, SUA) a fost un arcaș ce a reprezentat Statele Unite ale Americii, medaliat olimpic. A participat la 2 ediții ale Jocurilor Olimpice (1904, 1908) în care a câștigat două medalii de bronz.